# Flat Beat
Flat Beat è un singolo del DJ francese Mr. Oizo, pubblicato il 22 marzo 1999 ed estratto dal primo album Analog Worms Attack.

## Il singolo
Il brano Flat Beat, prodotto da Mr. Oizo e inserito come bonus track nel suo album di debutto Analog Worms Attack, divenne celebre grazie agli spot della Levi's con protagonista il pupazzo Flat Eric, di cui era la colonna sonora.
Flat Beat ha raggiunto la numero 5 nella chart francese, mentre si è classificato al primo posto in Italia, in Austria, Finlandia, Germania e Regno Unito.
Inoltre, in quest'ultimo paese, il brano è stato uno dei soli 25 brani strumentali ad aver raggiunto la vetta della classifica.

## Video musicale
Il video musicale, pubblicato per la prima volta in VHS, vede la partecipazione del pupazzo protagonista degli spot della Levi's Flat Eric, il quale, chiuso in uno studio da direttore, si dimena a ritmo della canzone.

## Tracce
CD e 12" internazionale
1. "Flat Beat" (5:25)
2. "Monday Massacre" (3:36)
3. "Sick Dog Try to Speak" (3:36)
4. "Flat Beat" (Radio Edit) (4:00)

12" italiano
- A1. "Flat Beat" (Original Track)
- A2. "Flat Beat" (MPJ Remix)
- B1. "Eric's Mood" (Rush Team Mix)
- B2. "One Crease" (MO-Dus Version)

12" francese
- A. "Flat Beat" (5:25)
- B1. "Monday Massacre" (3:36)
- B2. "Sick Dog Try to Speak" (3:36)

CD britannico
1. "Flat Beat" (Radio Edit) (4:00)
2. "Flat Beat" (5:24)
3. "Monday Massacre" (3:36)

MC britannica
- A1. "Flat Beat" (Radio Edit) (4:00)
- A2. "Flat Beat" (5:25)
- B1. "Flat Beat" (Radio Edit) (4:00)
- B2. "Flat Beat" (5:25)

VJS
1. Flat Beat (3:06)

## Classifiche
| Classifica (1999) | Posizione più alta |
| ----------------- | ------------------ |
| Austria           | 1                  |
| Belgio (Fiandre)  | 1                  |
| Belgio (Vallonia) | 2                  |
| Danimarca         | 3                  |
| Finlandia         | 1                  |
| Francia           | 5                  |
| Germania          | 1                  |
| Grecia            | 5                  |
| Irlanda           | 2                  |
| Islanda           | 5                  |
| Italia            | 1                  |
| Norvegia          | 2                  |
| Nuova Zelanda     | 12                 |
| Regno Unito       | 1                  |
| Spagna            | 2                  |
| Svezia            | 4                  |
| Svizzera          | 4                  |